# Natchez (Mississippi)
Pour les articles homonymes, voir Natchez (homonymie).
Natchez est une ville située au bord du fleuve Mississippi. Siège du comté d'Adams dans l'État du Mississippi aux États-Unis, elle comptait 14 520 habitants en 2020.

## Cadre géographique
Élisée Reclus le décrit ainsi : « Cependant la position en est admirable. La ville occupe le sommet d'une falaise très escarpée que l'on gravit par une rampe pénible taillée dans le conglomérat rougeâtre. Du haut du rocher, planté d'arbres et disposé en promenade, on jouit d'une vue ravissante sur le Mississippi, qui déroule à travers la plaine ses longs méandres jaunâtres, et sur les champs de cannes, semés d'habitations et bornés au loin par un horizon de forêts sombres. »

## Histoire
Natchez (Les Natchez comme on disait) est la ville la plus ancienne de l'État du Mississippi. Natchez était, avec le camp de la Pointe Coupée, un poste français sur le Mississippi, au nord de la région de la Nouvelle-Orléans. Il fut érigé en 1716, sur le territoire du peuple Natchez, par Bienville sous le nom de fort Rosalie chez les Natchez en l'honneur de la femme du ministre Pontchartrain. Le fort potentiel agricole attira très tôt de nombreux colons. Des incidents fâcheux survenus en 1723 détériorèrent les relations entre les Natchez et les Français alors qu'elles avaient été cordiales à l'origine. 
Aux Natchez, les colons français résidaient sur de petits lots situés loin du fort, tandis que deux grandes concessions s'étendaient à l'écart l'une de l'autre. Il s'avéra que Natchez était le meilleur établissement français de la colonie pour le tabac.
En 1728, le nouveau commandant du fort, le capitaine Détchéparre, jeta son dévolu sur un terrain déjà occupé par un village natchez pour en faire une plantation. Offensés, les Indiens firent d'abord mine d'accepter cette occupation. Toutefois, les Natchez attaquèrent subitement les colons français le 29 novembre 1729. Ils massacrèrent quelque 250 Français (145 hommes, 56 enfants et 35 femmes) et firent prisonniers cinquante femmes et enfants français et près de trois cents esclaves noirs. Ne pouvant tolérer pareil outrage, les Français alliés aux  Chactas prirent leur revanche un an plus tard. Les Natchez capturés furent vendus comme esclaves à Saint-Domingue. Les représailles qui suivent contribuent à la dispersion et à l'extinction des Natchez comme tribu organisée. 
La ville fut rebâtie en 1731 et prit le nom de la tribu défaite. 
Natchez devint bientôt la capitale du Mississippi moyen, mais depuis elle a beaucoup perdu de son importance. 
Au traité de Paris, Natchez tomba sous la coupe britannique, passa aux mains espagnoles, redevint française quelques mois avant que les Américains ne l'acquièrent à la suite de la « Louisiana purchase », vente signée en 1803 entre Jefferson et Napoléon Ier.

## Documents externes
- Relation abrégée de la dernière attaque que les Français ont faite aux Sauvages Natchez en la province de la Louisiane, au mois de janvier 1731
- Relation du massacre des Français aux Natchez et de la guerre contre ces sauvages par l'officier de Laye, 1730
- Carte du fort Rosalie chez les Natchez 1729
- La Guerre des Natchez
- Natchez, MI par l'Office du tourisme américain

## Sources
- Gilles Havard et Cécile Vidal, Histoire de l'Amérique française, Flammarion, 2003.